# Varberg
Varberg ( ouça a pronúncia) ou Varberga é uma cidade da Suécia situada na província da Halland, condado da Halland, comuna de Varberg, onde é capital. Situada junto ao estreito de Categate, tem 23,4 quilômetros quadrados. Segundo censo de 2018, havia 35 151 habitantes. Seu porto a liga por balsa a Grenå, na Dinamarca. Sua economia está dominada pelo turismo e pelo comércio, se destacando ainda as indústrias metalomecânica e madeireira e seu porto de pesca.

## Etimologia e uso
O nome da cidade – Varberg  - provem do nome da fortaleza local - Wardbergh (1305) – que por sua vez tem origem no nome do rochedo onde a fortificacão foi erigida. 

Em textos em português costuma ser usada a forma original Varberg.

## Património turístico
Suas atrações turísticas fazem dela um importante centro de turismo de repouso e lazer – com destaque para sua fortaleza, na qual está albergado o Museu da História Cultural da Halland, onde são exibidos o Homem de Bocksten e o botão que matou o rei Carlos XII, bem como seu famoso spa e a Estação de radiotelegrafia de Grimeton, Património da Humanidade na Suécia desde 2004.

## História
A atual Varberg pertenceu à Dinamarca durante a Era Viquingue e a maior parte da Idade Média. Cerca de 1280, foi construída uma fortaleza chamada Wardbergh ("monte de vigilância"), integrada numa linha militar costeira, naquilo que então era território dinamarquês. Nas cercanias havia então uma povoação de Getakärr, que no século XIV mudou de nome para Wardbergh. A referência mais antiga a Varberg – Wardbergh – data de 1305. Durante um curto período – de 1305 a 1365 – a cidade esteve nas mãos da Suécia, até ser reconquistada pelos dinamarqueses. Mais tarde, após uma guerra entre a Dinamarca e a Suécia, a cidade e toda a província da Halland voltaram à posse sueca em 1645, por um período de 30 anos, estipulado pela Paz de Brömsebro. O Tratado de Roskilde em 1658, integrou definitivamente Varberg na Suécia. Em 1863, foi destruída por enorme incêndio, e novamente reconstruída com edifícios de pedra e tijolo. A maior parte do centro conserva intacta a antiga traça arquitetónica.